# Chunchucmil
Chunchucmil era una grande, tentacolare città Maya precolombiana, situata nella parte occidentale di quello che oggi è lo stato messicano dello Yucatán.
Nonostante il famoso esploratore e scrittore John Lloyd Stephens sia giunto a pochi chilometri da Chunchucmil durante il suo storico viaggio nella penisola dello Yucatán (conobbe anche il proprietario delle vicine hacienda), il sito archeologico rimase pressoché sconosciuto agli studiosi dei Maya per oltre un secolo, dato che nessun monumento (stele) o altre grandi sculture furono ritrovate in questo luogo. La mancanza di monumenti reali, unita ad altri dati archeologici (vedi sotto), potrebbe stare ad indicare che Chunchucmil non fosse stata una città governata da un solo re divino, come molte altre città Maya. Potrebbe invece essere stata un centro di commercio, organizzato da varie importanti famiglie e dedicato allo smercio di beni tra regioni, come ad esempio il commercio tra il Golfo del Messico e l'interno della penisola.

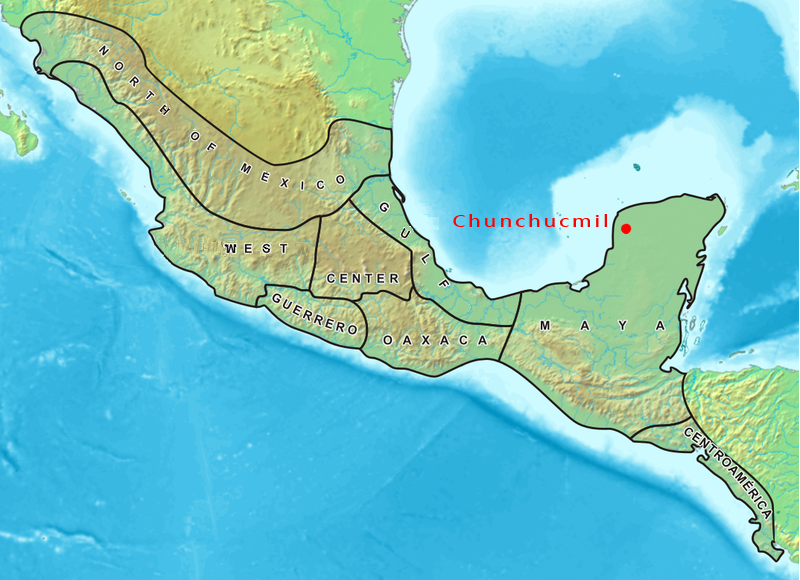
Mappa della Mesoamerica con evidenziata la posizione di Chunchucmil

## Caratteristiche del sito

### Posizione geografica

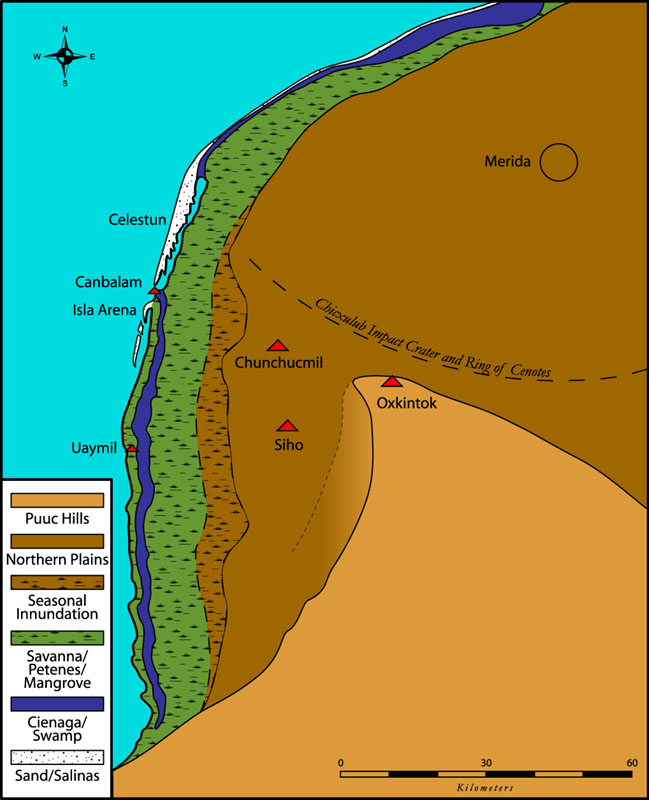
MAppa tematica dei principali siti archeologici e delle zone ecologiche legate a Chunchucmil

Il centro del sito si trova a circa 27 km nell'entroterra del Golfo del Messico, più o meno a metà strada tra la costa e il grande sito archeologico di Oxkintok. Prese l'attuale nome negli anni settanta, dal vicino odierno insediamento (la hacienda ed il villaggio di Chunchucmil), ed è talmente esteso da interessare le terre ejido di almeno cinque attuali comuni: Chunchucmil, Kochol, San Mateo, Coahuila e Halachó. La maggior parte dell'antico sito Maya si trova nella municipalità di Maxcanú, ma una parte di esso fa invece parte della municipalità di Halachó.

### Ambiente ed ecologia

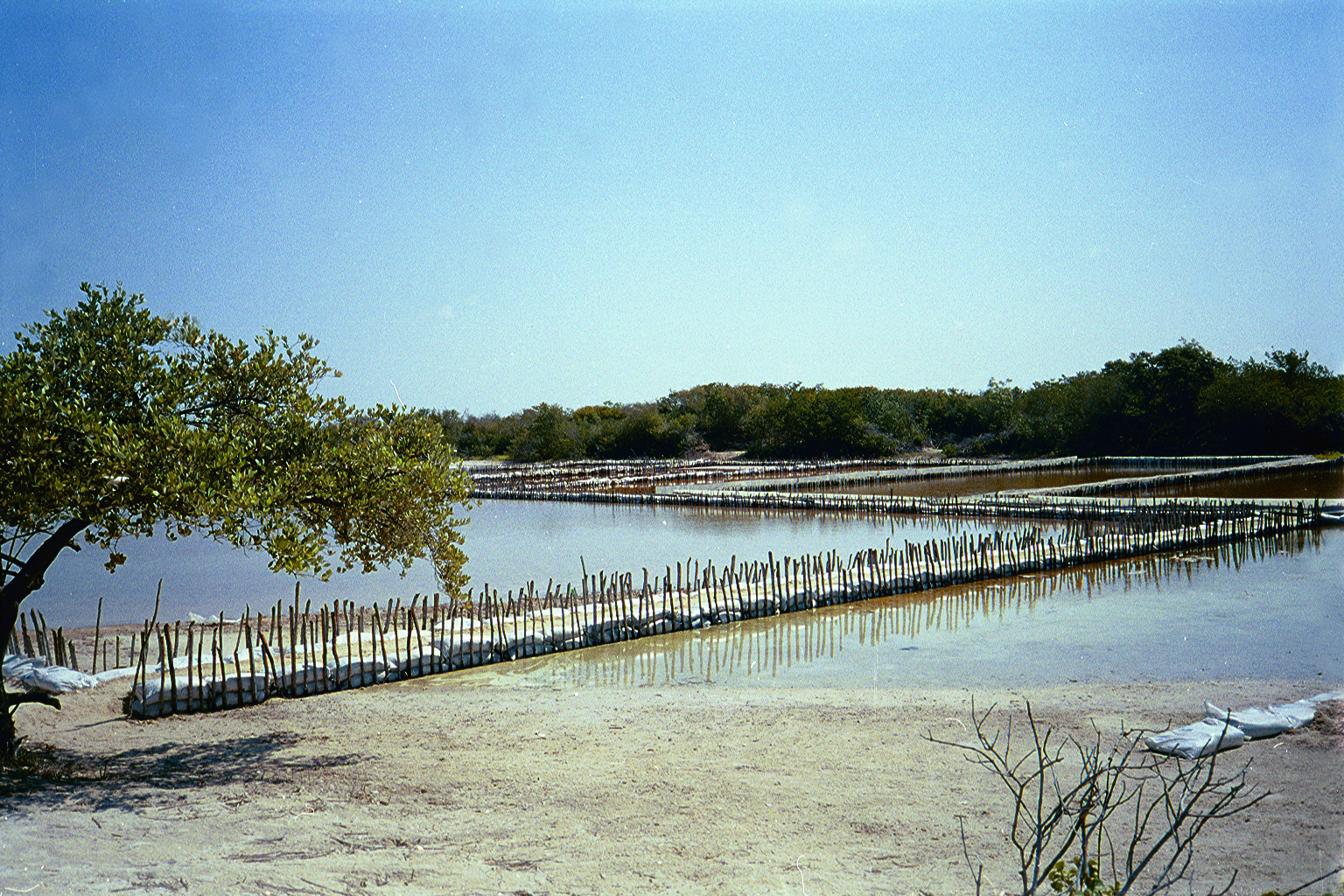
Vasche per la raccolta del sale per evaporazione a Celestún, nella penisola dello Yucatan

Il sito di Chunchucmil si trova su una stretta striscia di terra semi-arida che segue la costa occidentale e settentrionale dello Yucatán e di Campeche. Questo particolare ecosistema è considerato il più arido delle terre Maya, con meno di 800 mm di precipitazioni annue. Ad aggravare queste dure condizioni, circa il 50% della superficie che circonda Chunchucmil è fatta di roccia calcarea esposta. Anche quando è coperta da terreno, raramente questo ha una profondità superiore a pochi centimetri. La vegetazione di questa regione viene generalmente considerata foresta di arbusti dominata dall'acacia e da altre specie resistenti alla mancanza d'acqua (come la landa europea). Uno dei misteri che circondano Chunchucmil è come una città tanto grande potesse sopravvivere in una terra tanto inospitale dal punto di vista agricolo.
L'antica città era situata sul confine della zona semi-arida, esattamente dove le asciutte pianure dello Yucatecan si spezzano nelle vaste zone umide (vedi cartina). Subito ad ovest di Chunchucmil si trovano le savane stagionalmente inondate, le fresche acque petenes (o ojos de agua), ed infine il salmastro estuario di mangrovie dove il bacino sotterraneo dello Yucatán si unisce al Golfo del Messico, vicino all'antico sito costiero Maya di Canbalam. È probabile che l'antica Chunchucmil fosse stata fondata volontariamente in questo punto per sfruttare le numerose ecoregioni vicine, comprese le risorse costiere delle saline della penisola di Celestún, e per migliorare l'accessibilità alla rotta commerciale via canoa che circondava la penisola nel periodo precolombiano, utilizzando Canbalam ed il suo porto come punto d'accesso.

### Etimologia
Il termine "Chunchucmil" veniva inizialmente utilizzato per fare riferimento ad un pozzo d'acqua fresca (Ch'en Chun Chukum), principale fonte d'acqua per il ranch di allevamento bestiame che alla fine crebbe diventando la storica hacienda di agave di Chunchucmil. Molti dei pozzi di questa regione prendono il nome da animali o piante. In questo caso il termine Ch'en Chun Chukum significa letteralmente "il pozzo alla base dell'albero Chukum" (Havardia albicans). I locali che ancora parlano la lingua maya ancora parlano del moderno villaggio di Chunchucmil come di Chun Chukum quando parlano la loro lingua nativa. All'antico sito archeologico maya fu dato il nome di Chunchucmil dagli archeologi negli anni settanta utilizzando il nome della più vicina comunità. Gli abitanti locali Maya non hanno oggi un singolo termine per fare riferimento alle rovine, dato che l'antica città è talmente grande che occupa molte delle loro terre.

### Dimensione del sito

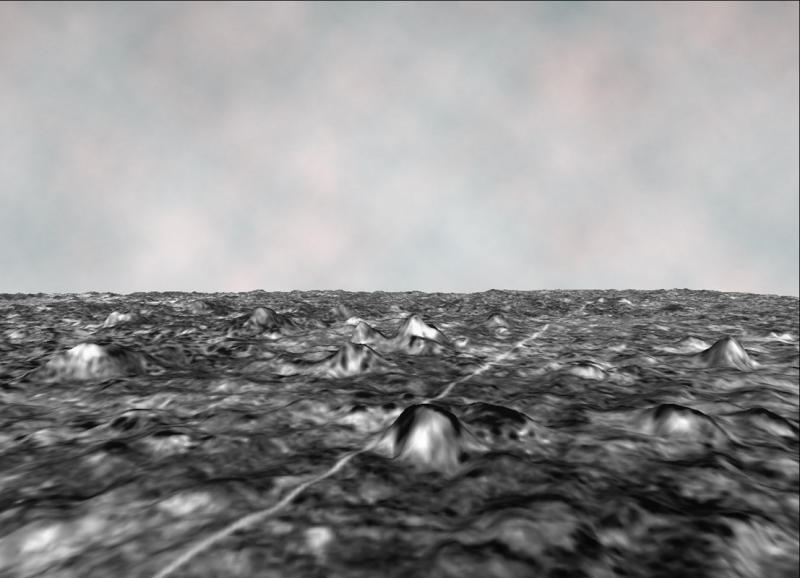
Digital Elevation Model combinato con fotografie aeree che mostrano l'architettura piramidale di Chunchucmil

L'esatta dimensione di Chunchucmil è ancora sotto esame tramite lo studio di fotografie aeree, immagini satellitari e sopralluoghi del Pakbeh Regional Economy Project (che lavora a Chunchucmil dalla metà degli anni novanta, sotto la direzione di Bruce H. Dahlin). Le stime parlano di 25 km² per il più compatto insediamento urbano e di 64 km² per la città ed i suoi dintorni compresi i masi. In ogni caso, il sito di Chunchucmil è uno dei più grandi e più densamente abitati dell'antico mondo Maya.

### Cronologia
Le ceramiche indicano che regione di Chunchucmil fu abitata dal Medio Preclassico (Medio Formativo) fino al periodo Postclassico della preistoria Maya. La maggior parte degli scavi effettuati ha permesso di capire che la città raggiunse l'apogeo a metà del Classico, periodo in cui raggiunse la maggiore estensione territoriale, popolazione e densità strutturale. Questo periodo è definito in alcune aree come "Medio Classico". Sembra che Chunchucmil abbia iniziato il declino nell'ultima parte del Tardo Classico. L'occupazione di Chunchucmil nel Classico Terminale (o Puuc) è minima, e nel Postclassico il sito era formato da un'invasione di edifici. Sono state trovate alcune antiche fattorie coloniali, ma la regione fu abbandonata tra il Postclassico Maya e la creazione di ranch per l'allevamento di bestiame e di hacienda di agave a partire dalla metà del XIX secolo.

## Architettura

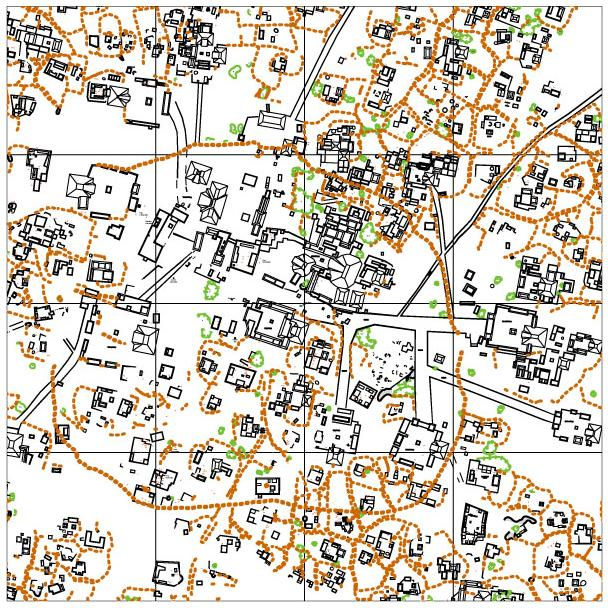
Mappa del chilometro quadrato centrale dell'antica Chunchucmil

### Architettura monumentale

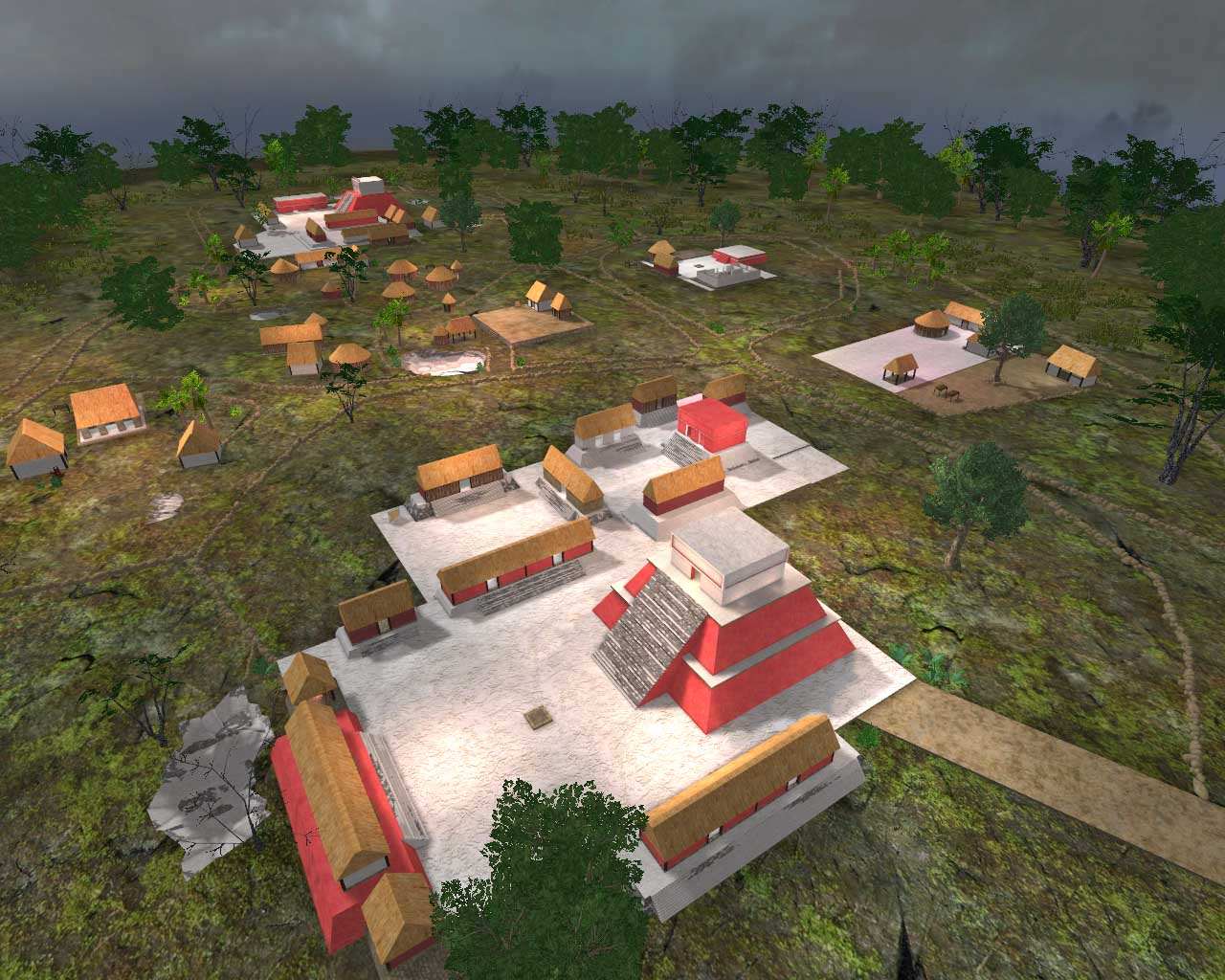
Ricostruzione del quadrangolo "Pich" di Chunchucmil

Il centro del sito risalente al Periodo Classico di Chunchucmil è dominato da oltre una dozzina di piramidi la cui altezza varia tra gli 8 ed i 18 metri. Ognuna delle piramidi fa parte di una struttura chiamata "quadrangolo" dai membri del Pakbeh Regional Economy Project. Il quadrangolo è formato da una corte chiusa affiancata da una piramide su un lato e da numerose altre strutture compatte lungo i restanti tre lati. In ogni quadrangolo è presente una piccola piattaforma centrale identificata come luogo di svolgimento delle attività rituali (come se fosse un altare). Le altre cerimonie venivano svolte nel tempio posto sulla cima di ogni piramide. Considerando la presenza di templi sulle piramidi e delle piattaforme centrali che fungevano da loci dei rituali basati sulla parentela, i quadrangoli avrebbero probabilmente ospitato le élite dell'antica Chunchucmil, attive nella vita sociopolitica, ideologica ed economica della città. Di particolare importanza è il fatto che ognuno dei principali quadrangoli è unito agli altri tramite una rete di sacbé (strade rialzate in pietra), il che fa immaginare uno sconosciuto grado di connessione tra le famiglie residenti e (potenzialmente) la cooperazione o competizione per il governo di Chunchucmil. Se così fosse, la struttura politica di Chunchucmil potrebbe essere stata vagamente simile a quello ipotizzato per la successiva capitale Maya di Chichén Itzá, chiamato sistema "multepal" e caratterizzato da una gestione tramite Consiglio.

### Architettura abitativa
Le case di Chunchucmil spesso seguono lo stesso stile dei grandi quadrangoli, con strutture sistemate sui quattro lati di una piccola piazza. Questa sistemazione è conforme al tipico "patio" della struttura residenziale Maya, in cui due o più strutture, che potenzialmente ospitavano più nuclei familiari, si affacciano su un singolo patio o corte.

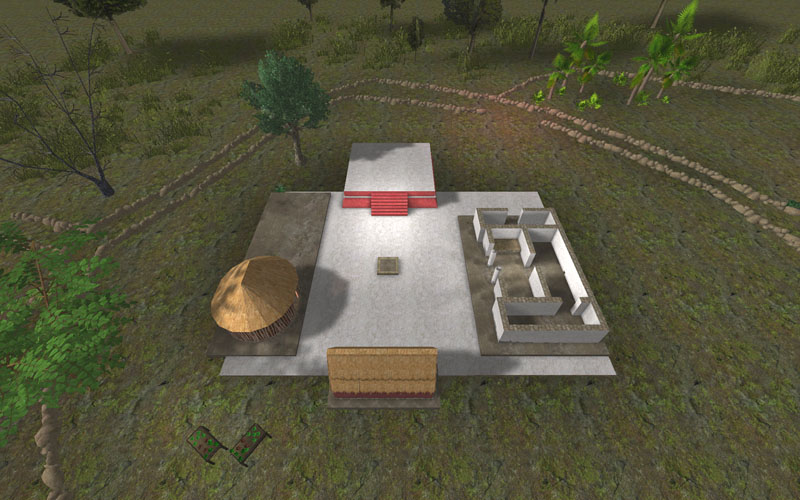
Ricostruzione del gruppo residenziale "Lóol" a Chunchucmil

A Chunchucmil questi gruppi di strutture legate sono circondate da basse mura di pietra (chiamate albarradas), che delimitano lo spazio domestico racchiudendo i lotti residenziali o i giardini (chiamati solar). L'intera unità, composta dall'architettura e dal solar associato, viene oggi chiamata "gruppo albarrada". A differenza della stragrande maggioranza dei siti Maya, i gruppi albarrada di Chunchucmil hanno confini precisi tra i vari lotti e, per questo, i ricercatori son in grado di studiare meglio la loro struttura, la densità abitativa, la popolazione, i rapporti di parentela e l'organizzazione sociale.
Molti gruppi residenziali contengono un piccolo tempio o un santuario. Questi edifici servivano da loci per l'esecuzione di rituali familiari o altri tipi di praticheideologiche. Uno di questi santuari, scavato nel gruppo Lool, si è dimostrato essere un talud-tablero. Questo genere di architettura è molto famosa nel Messico centrale, presente anche nella contemporanea città di Teotihuacan. Sotto le scale di questo santuario c'era una nave che replicava le ceramiche della città centro-messicana. Anche se non dimostra una diretta influenza della città di Teotihuacan, suggerisce la partecipazione di Chunchucmil all'ampia sfera di comunità mesoamericane nel periodo in cui dominava Teotihuacan. Andrebbe anche notato che nessuna delle strutture scavate a Chunchucmil dimostrano l'influenza di Teotihuacan.

### Rete stradale

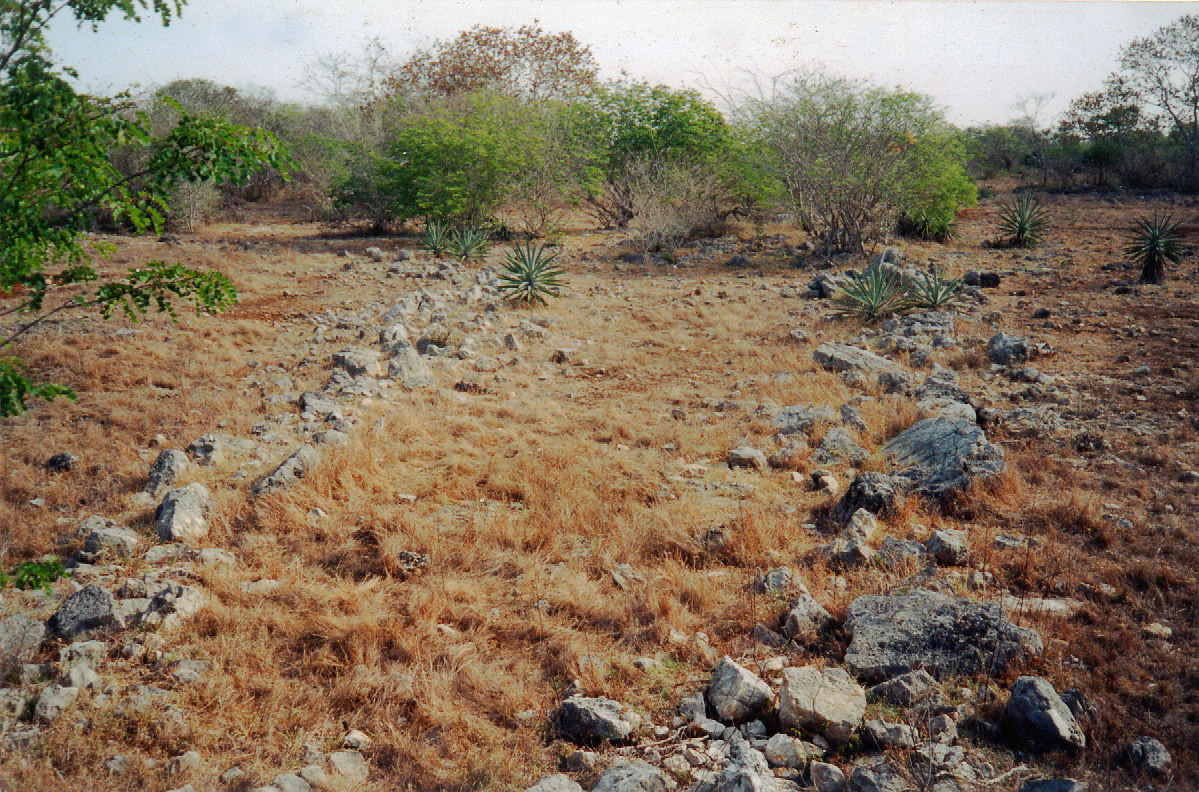
Percorso (Callejuela) tra due gruppi albarrada di Chunchucmil

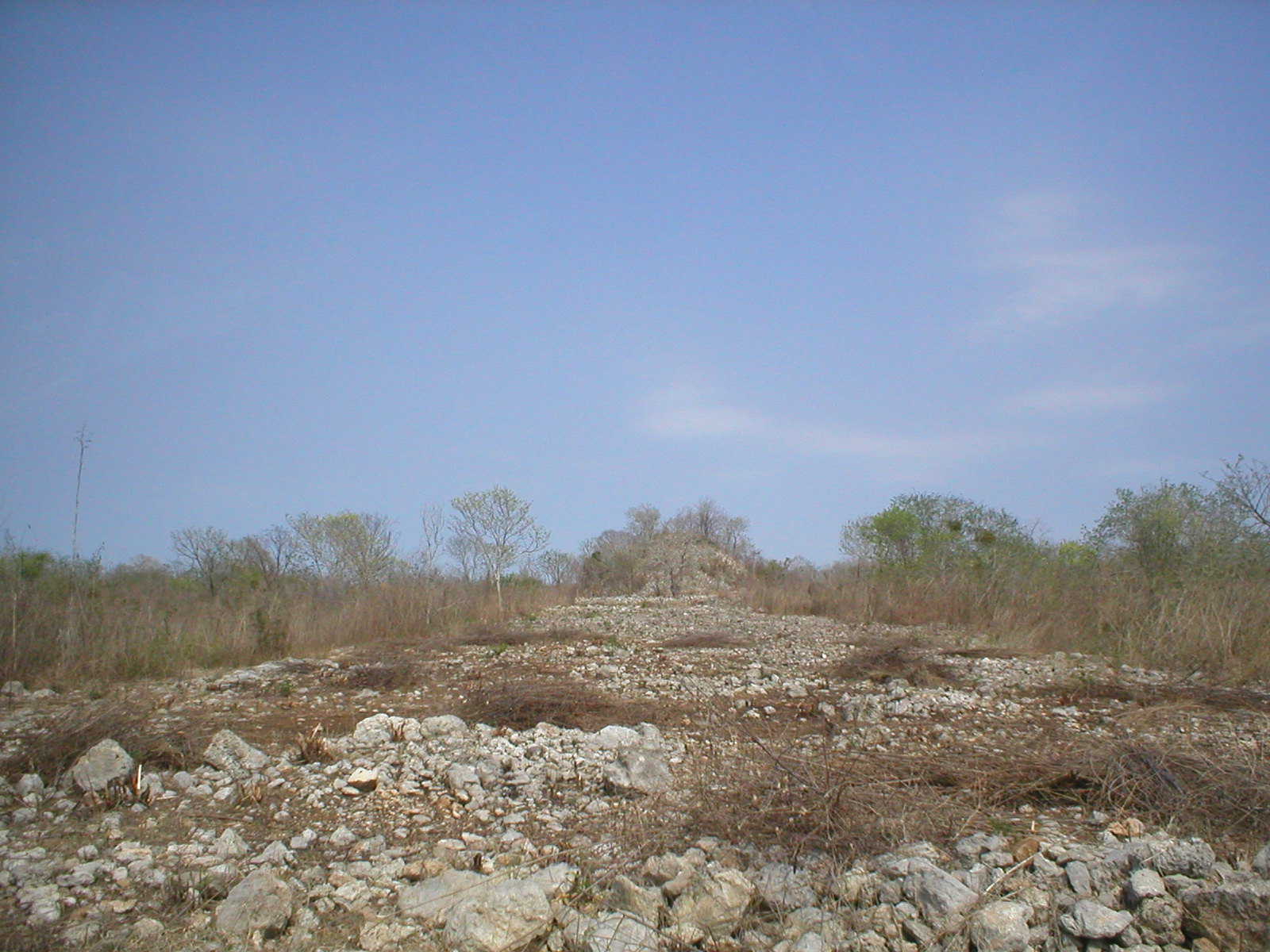
Panorama visto da Sacbe 2, verso il quadrangolo "Chukum"

Una delle caratteristiche distintive di Chunchucmil è la sua rete di sentieri di pietre. Come citato sopra, gran parte dei lotti residenziali erano circondati da albarradas (muri di pietra) che, visti su una mappa, danno al sito l'aspetto di un alveare. Lo spazio tra albarradas adiacenti forma strade o percorsi pedonali (chiamati callejuelas) che muovono dal centro del sito verso l'esterno, e dentro la densa zona residenziale di Chunchucmil. Mappando queste formazioni, i ricercatori sono stati in grado di capire meglio il flusso del traffico dentro e fuori dal centro del sito, così come le relazioni tra il nucleo centrale, i residenti urbani e gli insediamenti periferici.
Oltre a Chunchucmil, nelle pianure che stagionalmente vengono inondate, i ricercatori hanno scoperto una rete di rocce allineate che uniscono la periferia di Chunchucmil agli altri insediamenti esterni. Questi percorsi, chiamati andadores dagli archeologi, avrebbero permesso di attraversare le paludi, conducendo i viaggiatori e le risorse in varie città vicine. Anche se non tutte le andadores sono state seguite fino al loro termine, il loro orientamento permette di ipotizzare che fossero usate per unire Chunchucmil alla costa dietro Canbalam.

### Mura e abbandono
Una delle prime costruzioni di Chunchucmil ad ottenere l'attenzione generale fu un muro di pietra, visibile nelle foto aeree scattate dal progetto Atlas, che racchiudono i circa 350 000 metri quadrati del centro del sito (tra cui molti dei principali quadrangoli). I primi accertamenti fatti dal Pakbeh Regional Economy Project alla fine degli anni novanta permisero di scoprire che il muro, alto tra 1 e 1,5 metri e con un perimetro di 1,8 km, era incompleto. Formava una grande "C" con 340 metri di apertura ad ovest. Altre mappature e scavi fecero notare che il muro correva sotto ogni principale struttura del vecchio sito (incrociando sacbeob, albarradas e molti gruppi residenziali). Secondo la legge della sovrapposizione (concetto archeologico derivato dalla geologia), questo significa che le mura furono probabilmente l'ultima grande struttura ad essere stata costruita in questo posto. Inoltre, le pietre usate furono chiaramente rubate dalle vicine altre struttura (piuttosto che scavate di fresco). Per questo motivo, è stato ipotizzato che le mura siano state costruite rapidamente alla fine della storia di Chunchucmil, forse per proteggere gli abitanti rimasti da un'invasione giunta prima del completamento del muro, e che portò al definitivo abbandono dell'antica città.

## Economia e dieta

### Pietre

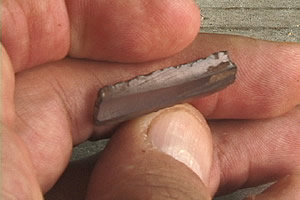
Frammento di lama prisamtica in ossidiana, proveniente da Chunchucmil

La creazione di pietre scheggiate a Chunchucmil è dominata dalle lame prismatiche in ossidiana. Questa produzione fu presente ovunque in Mesoamerica, e fu usata soprattutto per la produzione di utensili vari. L'analisi dei reperti rinvenuti ha permesso di capire che la maggior parte delle lame trovate a Chunchucmil era stata probabilmente importata in forma già finita, data la carenza di materia prima nella zona. Altri arnesi di ossidiana, soprattutto arnesi bifacciali, sono rari, ma comunque presenti, a Chunchucmil. Tra gli oggetti bifacciali in ossidiana c'è una piccola collezione di punte da lancio ed altri frammenti di arnesi non ben definiti. Quelli monofacciali sono solitamente assenti.
L'esportazione di oggetti in pietra non in ossidiana (tipo calcedonio e quarzo) prese piede a Chunchucmil, ma questi materiali sono molto meno comuni dell'ossidiana. La maggior parte di queste risorse era ricavata localmente scavando la roccia calcarea, ma se ne trovavano poche.
Il fatto che l'ossidiana fosse preferita alle risorse locali per la creazione di utensili è interessante, soprattutto per il fatto che l'ossidiana doveva essere importata da molto lontano. La fonte di ossidiana di El Chayal (la più usata a Chunchucmil) si trova a circa 1000 km di distanza in linea d'aria in Guatemala. Questo, di nuovo, indica lo stretto legame tra Chunchucmil e le rotte di commercio esterne col nomdo mesoamericano del periodo classico.

### Sistema di mercato

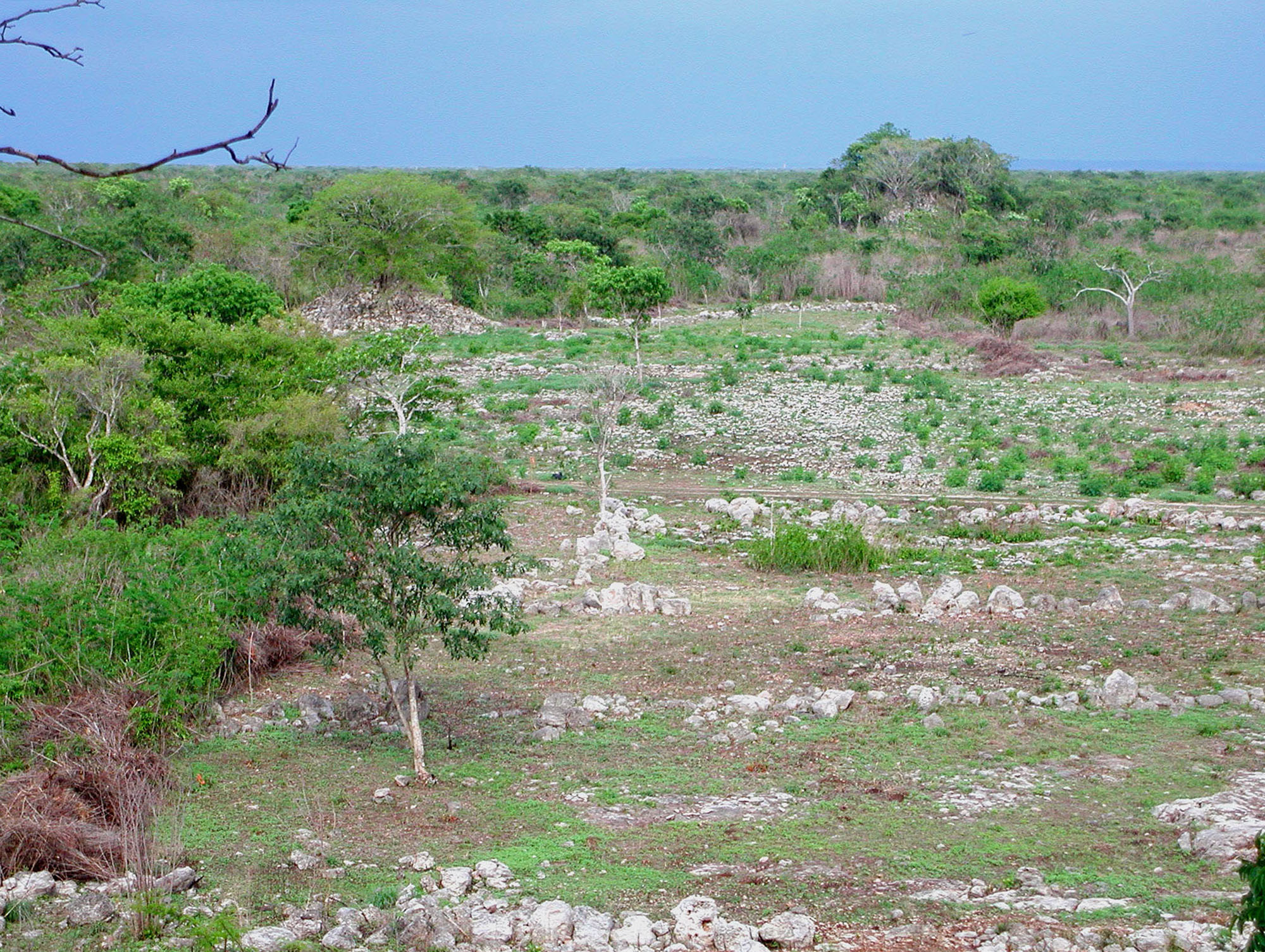
Vista del mercato ed area circostante a Chunchucmil.

Il sito di Chunchucmil è anche importante per la presenza di un mercato. Analisi geotermiche del suolo, combinate con attenti scavi di una zona all'aria aperta del centro del sito, hanno permesso di portare alla luce un possibile mercato per la distribuzione di alimenti e di altri beni. Gli scavi hanno anche portato alla luce effimeri allineamenti di pietre che potrebbero essere stati le fondamenta delle mura che circondavano il mercato. Gli alti livelli di fosforo, uniti alla presenza di queste pietre, fanno ipotizzare un'alta concentrazione di decomposizione. Inoltre, la distribuzione di ossidiana nella stessa regione di Chunchucmil, soprattutto in una vasta gamma di contesti socio-culturali, può indicare la presenza di un'economia di mercato, relativamente rara nelle economie del primo Classico Maya.

### Sussistenza
Come già citato, un'importante questione riguardante l'antica Chunchucmil è come una popolazione così numerosa potesse sopravvivere in una delle più povere aree per quanto concerne l'agricoltura. Secondo lo studio di isotopi delle ossa condotto da un membro del Pakbeh Regional Economy Project, Geni Mansell,, la dieta degli antichi abitanti potrebbe essere stata più diversificata rispetto ad altre aree Maya. Paragonando gli scheletri rimasti in altre parti dello Yucatán, del Belize e delle terre meridionali Maya, con quelli di Chunchucmil si scopre che la dieta locale comprendeva un'importante quantità di mais, il principale alimento della comunità Maya. L'accesso a zone ecologicamente variegate, tipo paludi e coste, assieme all'accesso alle rotte commerciali interregionali e alla presenza di un mercato, potrebbe aver favorito la sussistenza dell'antica Chunchucmil.